# Nuphar bornetii
Nuphar bornetii är en näckrosväxtart som beskrevs av H. Lev. och Vaniot. Nuphar bornetii ingår i släktet gula näckrosor, och familjen näckrosväxter. Inga underarter finns listade i Catalogue of Life.